# Wolfgang Preiss
Pour les articles homonymes, voir Preiss.
Wolfgang Preiss, né le 27 février 1910 à Nuremberg, et mort le 27 novembre 2002 à Baden-Baden, est un acteur allemand, connu pour ses multiples rôles d'officier allemand et celui du docteur Mabuse.

## Biographie
Fils d'enseignant, Wolfgang Preiss étudie la philosophie, les lettres et le théâtre au début des années 1930. Il prend également des cours privés avec Hans Schlenck et fait des apparitions dans diverses productions théâtres à Heidelberg, Königsberg, Bonn, Brême, Stuttgart et Berlin.
En 1941, il rejoint le théâtre populaire berlinois d'Eugen Klöpfer, son enrôlement dans l'unité de défense aérienne de la Wehrmacht en avril 1941 lui permet de poursuivre son activité théâtrale. Jusqu'alors, il a été "laissé de côté" parce qu'un officier du bureau de révision était un de ses admirateurs.
En 1942, il fait ses débuts au cinéma dans une production de l'UFA : Le Grand Amour, un film de propagande avec Zarah Leander. Après la guerre, Wolfgang Preiss retourne au théâtre, et à partir de 1949 il prête sa voix au doublage de films en allemand.
En 1954, il revient au cinéma en apparaissant dans L'Amiral Canaris d'Alfred Weidenmann. L'année suivante, il incarne le rôle principal de Claus von Stauffenberg dans le film de Falk Harnack, Le 20 Juillet qui a trait au complot visant à assassiner Hitler en 1944. Il se voit décerner pour ce rôle le Prix fédéral du film en 1956 et jouit d'une certaine notoriété.
Dès lors, Wolfgang Preiss se cantonne aux rôles d'officier droit et loyal qu'il joua dans plusieurs films et dans de nombreuses productions internationales, principalement en Italie et aux États-Unis, jouant occasionnellement un plus typique officier nazi cynique ou brutal.
Il apparaît dans des productions telles que Le Jour le plus long (1962), Un pont trop loin de Richard Attenborough (1977), Le Cardinal d'Otto Preminger (1963), et avec Jean-Paul Belmondo dans Paris brûle-t-il ? (1966). Il est en tête d'affiche aux côtés de Burt Lancaster dans Le Train de John Frankenheimer (1964), de Frank Sinatra dans L'Express du colonel von Ryan (1965), de Robert Mitchum dans La Bataille pour Anzio (1968), et de Richard Burton dans Le Cinquième commando (1971).
En outre, pour le public ouest-allemand, il devient l'incarnation du génie maléfique pour son rôle du Dr Mabuse. Il joue ce rôle pour la première fois en 1960 (succédant à Rudolf Klein-Rogge) dans Le Diabolique Docteur Mabuse de Fritz Lang puis à quatre autres reprises.
Dès le milieu des années 1960, Wolfgang Preiss tourne davantage pour la télévision, jouant notamment Georges-Marie Haardt dans La Cloche tibétaine et le général Walther von Brauchitsch dans les télésuites américaines Le Souffle de la guerre et War and Remembrance, basées sur les livres de Herman Wouk.
En 1987, il reçoit un second prix fédéral du film pour l'ensemble de sa carrière, qui aura comporté plus de 100 participations dont près de 30 pour des rôles d'officier allemand. Il meurt à la suite d'une chute à l'âge de 92 ans.

## Filmographie
- 1942 : Un grand amour (Die große Liebe) de Rolf Hansen : Lieutenant von Etzdorf
- 1954 : L'Amiral Canaris (Canaris) de Alfred Weidenmann : Colonel Holl
- 1955 : Le 20 Juillet (Der 20. Juli) de Falk Harnack : Colonel Claus Schenk von Stauffenberg
- 1955 : Le trompette (Der Cornet - Die Weise von Liebe und Tod) de Walter Reisch : Pirovano
- 1957 : UB 55, corsaire de l'océan (de) (Haie und kleine Fische) de Frank Wisbar : Commandant Lüttke
- 1958 : Les Diables verts de Monte Cassino (Die Grünen Teufel von Monte Cassino) de Harald Reinl : Munkler
- 1959 : La Valse du Gorille de Bernard Borderie : Otto Lohn
- 1959 : À l'ombre de l'étoile rouge (Nacht fiel über Gotenhafen) de Frank Wisbar : Dr. Beck
- 1959 : Les Bateliers de la Volga (I Battellieri del Volga) de Viktor Tourjansky : Général Gorew
- 1959 : Chiens, à vous de crever ! (Hunde, wollt ihr ewig leben) de Frank Wisbar : Major Linkmann
- 1959 : Des roses pour le procureur (Rosen für den Staatsanwalt) de Wolfgang Staudte : le Procureur Général
- 1960 : Les Mystères d'Angkor (Die Herrin der Welt - Teil I) de William Dieterle : Brandes
- 1960 : Le Moulin des supplices (Il Mulino delle donne di pietra) de Giorgio Ferroni : Dr. Loren Bolem
- 1960 : Le Diabolique Docteur Mabuse (Die 1000 Augen des Dr. Mabuse) de Fritz Lang : Prof. Dr. S. Jordan / Peter Cornelius / Dr. Mabuse
- 1961 : La Fayette de Jean Dréville : Baron Kalb
- 1961 : Scandale sur la Riviera (Riviera-Story) de Wolfgang Becker : Arthur Dahlberg
- 1961 : Le Retour du docteur Mabuse (Im Stahlnetz des Dr. Mabuse) de Harald Reinl : Dr. Mabuse
- 1962 : L'Invisible Docteur Mabuse (Die Unsichtbaren Krallen des Dr. Mabuse) de Harald Reinl : Dr. Primarius Krone et Dr. Mabuse
- 1962 : Trahison sur commande (The Counterfeit Traitor) de George Seaton : Colonel Nordoff
- 1962 : Échec à la brigade criminelle (Das Testament des Dr. Mabuse) de Werner Klingler : Dr. Mabuse
- 1962 : Le Jour le plus long (The Longest Day) de Ken Annakin, Andrew Marton et Bernhard Wicki : Général Max Pemsel
- 1963 : Mabuse attaque Scotland Yard (Scotland Yard jagt Dr. Mabuse) de Paul May : le fantôme du Dr. Mabuse
- 1963 : Le Cardinal (The Cardinal) de Otto Preminger : le Major S.S.
- 1964 : Échappement libre de Jean Becker : Grenner
- 1964 : Les Cent Cavaliers (I cento cavalieri) de Vittorio Cottafavi : le cheikh Abdelgalbon
- 1964 : Docteur Mabuse et le rayon de la mort (images d'archives) de Hugo Fregonese et Victor De Santis
- 1964 : Le Train (The Train) de John Frankenheimer : Major Herren
- 1965 : L'Express du colonel Von Ryan (Von Ryan's Express) de Mark Robson : Major von Klemment
- 1965 : Corrida pour un espion de Maurice Labro : Capitaine Parker
- 1966 : Avec la peau des autres de Jacques Deray : Chalieff
- 1966 : Paris brûle-t-il ? de René Clément : Capitaine Ebernach
- 1967 : Deux billets pour Mexico (Geheimnisse in goldenen Nylons) de Christian-Jaque : Noland
- 1968 : La Bataille pour Anzio (Lo Sbarco di Anzio) de Duilio Coletti et Edward Dmytryk : Feld-maréchal Albert Kesselring
- 1967 : Les Fausses Vierges (Jungfrau aus zweiter Hand)
- 1969 : L'Extraordinaire évasion (Hannibal Brooks) de Michael Winner : Colonel von Haller
- 1969 : La Légion des damnés (Legione dei dannati) de Umberto Lenzi : Colonel Ackerman
- 1971 : Cran d'arrêt (Una farfalla con le ali insanguinate) de Duccio Tessari : Magistrat
- 1971 : Journée noire pour un bélier (Giornata nera per l'ariete) de Luigi Bazzoni : Police Inspector
- 1971 : Le Cinquième Commando (Raid on Rommel) de Henry Hathaway : Général Erwin Rommel
- 1972 : Un homme à respecter (Un Uomo da rispettare) de Michele Lupo : Miller
- 1972 : Notre agent à Salzbourg (The Salzburg Connection) de Lee H. Katzin : Felix Zauner
- 1974 : La Cloche tibétaine (TV) de Serge Friedman et Michel Wyn : Georges-Marie Haardt
- 1975 : Le Grand Délire de Dennis Berry : Artmann
- 1977 : Un pont trop loin (A Bridge Too Far) de Richard Attenborough : Feld-maréchal Gerd von Rundstedt
- 1978 : Ces garçons qui venaient du Brésil (The Boys from Brazil) de Franklin J. Schaffner : Lofquist
- 1979 : Liés par le sang (Bloodline) de Terence Young : Julius Prager
- 1979 : Ike (mini-série) : Général Jodl
- 1981 : La Formule (The Formula) de John G. Avildsen : Franz Tauber
- 1981 : Fantôme d'amour (Fantasma d'amore) de Dino Risi : Comte Zighi
- 1983 : Le Souffle de la guerre (The Winds of War) (TV) de Dan Curtis : Général Walther von Brauchitsch
- 1988 : War and Remembrance (TV) de Dan Curtis et Tommy Groszman : Feld-maréchal Walther von Brauchitsch
- 1990 : Docteur M de Claude Chabrol : Kessler

## Distinctions
- 1956 : prix fédéral du film : meilleure interprétation masculine dans Le 20 Juillet
- 1987 : prix fédéral du film pour l'ensemble de sa carrière

## Anecdotes
Lors du film Le Diabolique Docteur Mabuse, afin que les spectateurs ne puissent démasquer à l'avance le méchant du film, les scénaristes ont eu l'idée, non dénuée d'une pointe d'humour, de créditer Wolfgang Preiss du seul rôle du professeur Jordan alors qu'un certain Lupo Prezzo était annoncé pour le rôle de Cornelius.
Ce nom est en fait le nom italianisé de Wolfgang Preiss : Wolf(gang) (loup en allemand) devenait Lupo et Preiss (prix en allemand) devenait Prezzo. Un nom inconnu à résonance italienne semblait crédible compte tenu de la production italo-allemande du film. Ce nom est encore utilisé dans certains ouvrages spécialisés.
D'autre part, ce secret a fait naître une sorte de maxime dans la profession (avec une rime en -eiß) : "Ich weiß etwas, was niemand weiß, den Mabuse spielt der Preiss." ("Je sais quelque chose que tu ne sais pas, le Mabuse est joué par le Preiss !")